# Monte Azul
Monte Azul es un caserío peruano ubicado en el distrito de La Matanza, perteneciente a la provincia de Morropón del departamento de Piura, al norte del Perú. 

## Ubicación
Monte Azul se ubica al oeste de la provincia de Morropón, en el distrito de La Matanza, en el departamento de Piura.

## Demografía
En 2017 Monte Azul tenía una población de 122 habitantes.
| Gráfica de evolución demográfica de Monte Azul entre 1993 y 2017 |
|                                                                  |
| Fuentes: Población 1993 y 2017                                   |